# 九龙镇 (涞水县)
九龙镇，是中华人民共和国河北省保定市涞水县下辖的一个乡镇级行政单位。

## 行政区划
九龙镇下辖以下地区：
镇厂村、庄里村、庄头村、三道港村、高铺村、岭南台村、柏林城村、南庄村、道沟村、罗古台村、桑园涧村、清泉寺村、盘坡村、铁角村、北峪塔村、大泽村、山南村、北边桥村、南湖村、南边桥村、杏黄村、河西村、大龙门村、北庄村、太平村、黑水寺村、北龙门村、联合村、峨峪村和蔡树庵村。